# Fecskendős módszer
A fecskendős módszer (házi inszemináció, mesterséges megtermékenyítés) meddőségi specialisták által is ajánlott, egyszerű módja az asszisztált reprodukciónak, melynek során tű nélküli fecskendővel spermát juttatnak be a hüvelyboltozatba teherbeesési céllal. A sperma ejakulációt követően kb. 1/2 h-val elfolyósodik, ekkor a legideálisabb fecskendőbe felszívni és a hüvelybe fecskendezni. Ajánlott a művelet után kb. 20 percig felpolcolt medencével feküdni (akár gyertya pózban is). Utána a bejuttatott sperma nagy része kifolyik, de ettől még a bent maradó, mélyebbre bejutott sperma 1-2 napon belül elvégezheti a megtermékenyítést.
Ajánlatos a tüszőrepedés idejére (a menstruációs ciklus félidejére) tenni, hogy növeljük a teherbeesés esélyét. Önkielégítés, orgazmus elérése nem feltétele a sikerességnek, de segíthetik a sperma mélyebbre jutását.
A módszer nem jár a nemi szervek közvetlen érintkezésével, és a férfi számára szexuális úton terjedő betegségek szempontjából is veszélytelen, de a megtermékenyülni kívánó nő szempontjából ugyanazok a kockázatok, mint egy nemi érintkezésnek (plusz fertőzésveszélyt jelenthet, ha nem sterilizálja pl. forró víz segítségével a fecskendőt és a sperma felfogására szolgáló edényt, pl. üvegpoharat).